# Włodzimierz Mazur
Włodzimierz Mazur (ur. 18 kwietnia 1954 w Opatowie, zm. 1 grudnia 1988 w Sosnowcu) – piłkarz grający na pozycji napastnika, reprezentant Polski, uczestnik MŚ 1978.
Do 1969 r. trenował jako junior w klubie Górnik Kazimierz, a w 1970 r. trafił do Zagłębia Sosnowiec. Wiosną 1973 r. rozpoczął występy w pierwszym składzie ekstraklasy piłkarskiej w meczu przeciwko Zagłebiu Wałbrzych. W barwach Zagłębia rozegrał 289 spotkań, dwukrotnie zdobył Puchar Polski (1977 i 1978), w 1977 został królem strzelców (17 bramek). Po zakończeniu kariery piłkarskiej był trenerem. Zmarł na skutek tętniaka. Został pochowany na cmentarzu w Sosnowcu Milowicach.

## Kariera reprezentacyjna
W reprezentacji Polski debiutował 31 października 1976 r. w wygranym meczu z Cyprem (5:0), a w rewanżowym meczu (3:1) strzelił gola. Na Mistrzostwach Świata w Argentynie zagrał w jednym meczu 25 minut. Łącznie w reprezentacji rozegrał 23 mecze i zdobył 3 bramki. 2 maja 1979 r. w meczu z Holandią strzelił gola z rzutu karnego.
| lp. | Data                 | Miejsce      | Przeciwnik | Rezultat | Rozgrywki            | Grał   | Uwagi |
| --- | -------------------- | ------------ | ---------- | -------- | -------------------- | ------ | ----- |
| 1.  | 31 października 1976 | Warszawa     | Cypr       | 5-0      | eliminacje MŚ 1978   | od 46' |       |
| 2.  | 15 maja 1977         | Limassol     | Cypr       | 3-1      | eliminacje MŚ 1978   | od 67' | Gol   |
| 3.  | 29 maja 1977         | Buenos Aires | Argentyna  | 1-3      | towarzyski           | od 58' |       |
| 4.  | 10 czerwca 1977      | Lima         | Peru       | 3-1      | towarzyski           | od 73' |       |
| 5.  | 12 listopada 1977    | Wrocław      | Szwecja    | 2-1      | towarzyski           | do 87' |       |
| 6.  | 5 kwietnia 1978      | Poznań       | Grecja     | 5-2      | towarzyski           | od 58' |       |
| 7.  | 12 kwietnia 1978     | Łódź         | Irlandia   | 3-0      | towarzyski           | od 72' | Gol   |
| 8.  | 14 czerwca 1978      | Rosario      | Argentyna  | 0-2      | MŚ 1978              | od 65' |       |
| 9.  | 11 października 1978 | Bukareszt    | Rumunia    | 0-1      | towarzyski           | od 66' |       |
| 10. | 18 lutego 1979       | Tunis        | Tunezja    | 2-0      | towarzyski           | od 82' |       |
| 11. | 21 marca 1979        | Algier       | Algieria   | 1-0      | towarzyski           | od 67' |       |
| 12. | 2 maja 1979          | Chorzów      | Holandia   | 2-0      | eliminacje Euro 1980 | od 46' | Gol   |
| 13. | 12 września 1979     | Lozanna      | Szwajcaria | 2-0      | eliminacje Euro 1980 | od 85' |       |
| 14. | 26 września 1979     | Chorzów      | NRD        | 1-1      | eliminacje Euro 1980 | od 70' |       |
| 15. | 17 października 1979 | Amsterdam    | Holandia   | 1-1      | eliminacje Euro 1980 | od 71' |       |
| 16. | 17 lutego 1980       | Marrakesz    | Maroko     | 0-1      | towarzyski           | 90'    |       |
| 17. | 27 lutego 1980       | Bagdad       | Irak       | 1-1      | towarzyski           | od 66' |       |
| 18. | 29 lutego 1980       | Bagdad       | Irak       | 0-1      | towarzyski           | od 59' |       |
| 19. | 19 kwietnia 1980     | Turyn        | Włochy     | 2-2      | towarzyski           | od 60' |       |
| 20. | 26 kwietnia 1980     | Borovo       | Jugosławia | 1-2      | towarzyski           | 90'    |       |
| 21. | 31 sierpnia 1982     | Paryż        | Francja    | 4-0      | towarzyski           | do 45' |       |
| 22. | 8 września 1982      | Kuopio       | Finlandia  | 3-2      | eliminacje Euro 1984 | od 75' |       |
| 23. | 10 października 1982 | Lizbona      | Portugalia | 1-2      | eliminacje Euro 1984 | do 45' |       |

## Upamiętnienie
- Pomnik Włodzimierza Mazura w Sosnowcu[8]

- Park im. Włodzimierza Mazura w Sosnowcu[4]
- Tablica pamiątkowa na budynku przy ulicy Obrońców Westerplatte 2a w Sosnowcu[9]
- Memoriał im. Włodzimierza Mazura – turniej piłki nożnej halowej rozgrywany od 1995 roku[4][10][11]
- Akademia Piłkarska Zagłębia Sosnowiec im. Włodzimierza Mazura[4][12]